# つるが・きらめき・みなと博21
つるが・きらめき・みなと博21（つるがきらめきみなとはくにじゅういち）は、1999年（平成11年）に福井県敦賀市で、敦賀港開港100周年記念事業として企画・開催された地方博覧会。

## 概要
- 開催期間 - 1999年7月18日から8月16日まで
- 会場 - 福井県敦賀市敦賀港金ヶ崎緑地
- 入場料 - 無料
- 主催 - 敦賀港開港100周年記念事業実行委員会

## パビリオン
テーマパビリオン「きらめきみなと館」
- 「歴史」「物流」「国際」「未来」の4つのゾーンで構成される。「敦賀港」の足跡と未来を紹介し、理解を深めるパビリオン。
- 敦賀港の大ジオラマや模型パネル、「命のビザ」の貴重な資料、高校生による「未来の敦賀港」の模型などを展示。

シー・アドベンチャー・エネルギー館
- 出展者：関西電力 日本原子力発電 核燃料サイクル開発機構 北陸電力
- 「映像館」では海洋IMAX3次元立体映画「ブルーオアシス」を上映。
- 「展示館」では、パソコンを利用したクイズやゲームなど。

国際交流館
- 環日本海の国際姉妹都市などのパネル展示や、民芸品・特産品の展示・販売。
- 環日本海交流展やふるさと物産フェア、ワールドマーケットなどの企画も。

大阪ガスパビリオン「ライブ・ファンタジア」
- 出展者：大阪ガス
- メインは人魚のファンタジックなミュージカル「マリンファンタジア」を上演。テーマ曲の作詞作曲は小椋佳氏。
- 「アミューズメント・ラボ」では、プリントクラブや花ガス、びっくりキッチンなど、体感的な遊びの展示。
- 屋外のステージ「フォギーパーク」では、中国大連雑技団のパフォーマンスショー。

三菱かがやきシアター
- 出展者：三菱重工業 三菱電機 三菱商事
- 「映像シアター」では、3D映像アニメーション・ミュージカル「海はともだち」を上映。
- 「展示コーナー」では、潜水艦「しんかい2000」の断面模型など。

サイエンスサーカス
- 出展者：科学技術庁
- 「みなと博士のサイエンスシアター」では、静電気や極低温の科学実験のショーを行う。ほかにマジックショーや工作教室、科学講演会（北野大やタケカワユキヒデ、ピーター・フランクルなどが講演）を行った。
- 「わいわいサロン」のコーナーではテーブル実験やパソコン遊び。屋外には水の迷路も。

海とみなとのシアター
- 出展者：運輸省第一港湾建設局敦賀港湾工事事務所
- エントランスではキャラクター「ポートくん」「シーワンちゃん」「灯台博士」が、運輸省第一港湾建設局について紹介。
- 「イマジネーションシアター」は、音響効果や冷気やにおいを感じられる特殊機材を駆使した「みなと」についての映像を上映。
- 敦賀港やみなとについてのパネル展示や、インターネット体験コーナーも。

企業集合館
- 様々な企業による、最新の技術と情報の紹介。
- 「マリンアドベンチャー東芝館」では、パソコンでダイバーを操作してゴールをめざすゲームの展示。
- 「NTTグループ館」では、「つるが」に関しての映像などの展示や、モバイルやインターネットについての展示。

## 施設その他
敦賀港駅舎（再現）
- 欧亜国際連絡列車の発着駅を再現。1階は福井県観光PRコーナー。2階は絵本ライブラリー

赤レンガ倉庫
- 1905年建造の県内最大級のレンガ建築。韓国の特産品の展示や、中国と日本の児童・小学生の書画の作品の展示など。

きらめきワンダーメイズ
- チェックポイントでクイズに答えて遊びながら学習できる、学習体験型大型迷路。

シンボルモニュメント
- 北前船をモデルにしている。周りの繁船柱には、寄港していた港の名前が記されている。

きらめきオーシャンファンタジー
- 「海」を背景に、コンピューター制御による「水」と「光」と「音」で演出する噴水ショー。

シーサイドレストラン
- 環日本海諸国の料理や、福井・敦賀の名産品やビールが楽しめるレストラン街。

じゅうじゅう食堂
- 新鮮な肉や野菜、海の幸を焼いて食べるバーベキューが楽しめる。

きらめきアミューズメントパーク
- バーチャルシミュレーターやメリーゴーランドなどのアトラクションや乗り物が楽しめる。

おもしろ体験広場・市民広場
- ワークショップやフリーマーケットを随時開催

きらめきストリート
- ジャグリングやパントマイムなどの大道芸や、マーチングパレードや人力車の運行など。

## きらめきステージ・イベント
- 市町村デーでは、県内各市町村の伝統芸能や物産のPR。

7月
- 加山雄三コンサート(7/18)
- 西田ひかるコンサート(7/19)
- 栗田貫一コンサート(7/21)
- 山下ひろみコンサート(7/27)
- 五木ひろしコンサート(7/28)

8月
- 水前寺清子と民謡踊りの夕べ(8/1)
- モト冬樹コンサート(8/3)
- 上々颱風コンサート(8/12)
- 小比類巻かほるコンサート(8/15)

姉妹都市ステージ
- ロシア、中国、韓国などの民族舞踊など。

## 寄港船舶の展示
- 咸臨丸
- 日本丸
- しんかい2000
- みらい

## 鉄道展示
- SLの運行
- ミニSL
- 東京から欧亜国際連絡列車の再現

## 参考資料
- 「つるが・きらめき・みなと博21」パンフレット各種